# ヤマハ・マジェスティ
マジェスティ (MAJESTY) とは、ヤマハ発動機が製造・販売していたスクータータイプのオートバイである。

## マジェスティ250

### 第一世代 (4HC/5CG)
1995年8月20日、マジェスティ250 が発売。それまで販売されていたスクーターとは違い、大柄の車体に大容量メットインスペースを確保し、当時としてはクラス最強の21psのエンジンを搭載していた。発売と共にヒット車となり、翌1996年には250ccクラスの登録台数トップとなる。
1997年には、リアブレーキをディスクブレーキとしたMAJESTY250SV、1998年にはMAJESTY250SVをベースに前後独立式のABSを搭載したMAJESTY250ABSがそれぞれラインナップに追加される。
認定型式はBA-SG01J、登録型式はMAJESTY250が4HC、MAJESTY250SV及びMAJESTY250ABSが5CGとなる。

### 第二世代 (5GM/5SJ)

#### 前期型
1999年に5GM系にフルモデルチェンジ。エンジン性能の向上、新設計フレームの採用、外装デザインの刷新のほか、量産スクーター初となるフルフェイスヘルメット2個収納可能なシート下スペースを備えた。このモデルはスタイルの評価も高く、その年の自動二輪車における年間最多販売となる大ヒット車となった。
認定型式はBA-SG03J、登録型式は5GMとなる。

#### 後期型

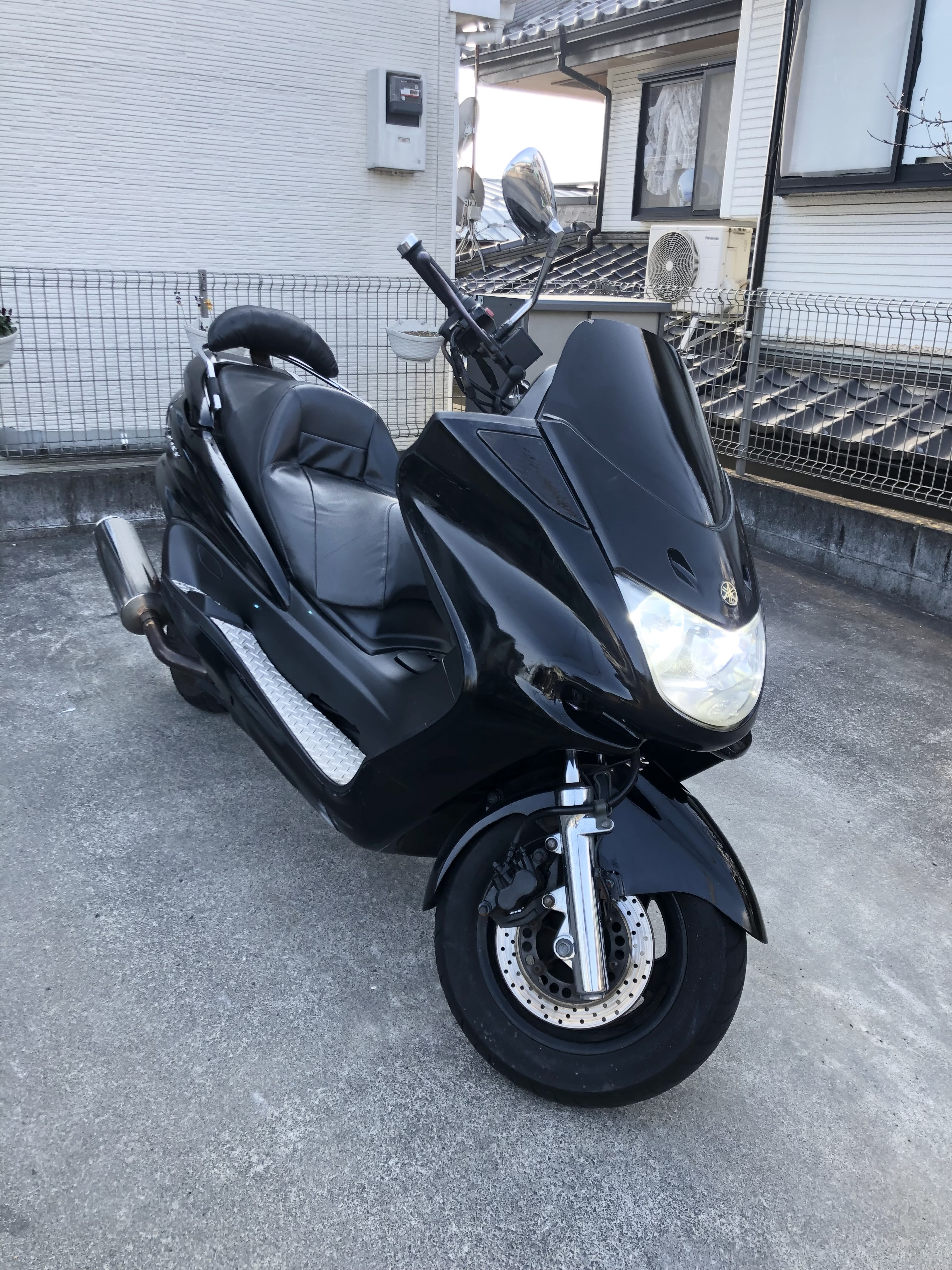
マジェスティC 250'SG03J（2002年式）

2002年にはマイナーチェンジが行われ5SJ系となった。リモコンキーシャッターの採用やメーターパネルが5連メーターになるなどの変更を受けたほか、フルモデルチェンジ後廃止されていたABS仕様車がラインナップに追加される形で復活した。
同年にはメーカーカスタム仕様となるマジェスティCが発売された。通常モデルとの大きな違いは、ショートスクリーンやメッキミラー、ハンドルカバーを廃しパイプハンドルを採用したことなどが挙げられる。当時はユーザーがスクーターの外装をカスタムすることがブームとなっていたことから、市場の要望に応えた形となる。
認定型式は引き続きBA-SG03Jであるが、登録型式は5SJとなった。

### 第三世代 (4D9)
2007年5月31日にフルモデルチェンジが行われた（4D9系）。車体スタイルは"シームレス&ローシェイプ"をコンセプトとしたものとなり、ヘッドライトも4灯式されるなど、完全に刷新されたデザインとなった。また、パワートレーンについても、フューエルインジェクションを装備した上で、最大出力19psを発揮する完全新設計の水冷SOHC4バルブエンジンを採用している。出力を追わないトルク重視のセッティングとした上で、電子制御式変速装置 （YCC-AT）を組み合わせ、更に他社の同世代モデルよりも最大で32kg軽量な188kgのボディとすることによって、市街地及びタンデム時の走行性能の向上を図っている。その他、スマートキーシステムや60Lの容量を備えるだけでなく観音開きとなったシート下収納スペースなど、使い勝手についても改良が図られた。
2012年2月28日のマイナーチェンジではフロント周りが大きく変更され、新デザインのフロントカウルとなり、YZF-R1と同構造のハイロー切り替え式の2灯ヘッドライトとなったほか、メーターパネルも新デザインとなった。
前期型・後期型共に、認定型式はJBK-SG20J、登録型式は4D9となる。
2017年にメーカーより生産終了が公表され、250ccモデルは22年の歴史に幕を下ろした。

## グランドマジェスティ / 400
グランドマジェスティ（250cc）は2004年に発売された。欧州にて先行販売されていたマジェスティ400の車体・エンジンをベースに、250ccにスケールダウンしたモデルとなる。
"グランド"という接頭語が示すように、ツアラーとして使用されることを強く意識したモデルであり、DOHC・4バルブの水冷エンジン、フューエルインジェクション、CFアルミダイキャストフレーム、フロント14インチ・リア13インチの大径ホイールなどが採用されている。このように特性が大きく異なることから、街乗りを意識したオリジナルのマジェスティ250とは併売される形となった。
その後、日本でも400cc版の発売を望む声が高まったことと、二輪オートマチック限定免許制度の開始で400ccのスクーターが教習車として用いられることから、2005年に欧州仕様車を日本の法規に適合させたグランドマジェスティ400が発売され、教習車仕様も後に追加された。
2007年、250ccモデルは平成18年排出ガス規制のため、生産終了となった。
一方、400ccモデルは2008年のマイナーチェンジで平成18年排出ガス規制に対応し、さらに2009年6月10日には外装デザインを刷新したビッグマイナーチェンジが行われ、2016年に平成28年排出ガス規制より生産終了となるまで継続生産された。なお、このモデルを最後にヤマハから400ccスクーターのラインナップは消滅することとなった。
250ccモデルの認定型式はBA-SG15Jで登録型式は5GVとなる。400ccモデルの認定型式はBC-SH04J（〜2007年）/EBL-SH06J（2008年〜）で登録型式は全年式通して5RUとなる。

## マジェスティ125
マジェスティ125には台湾製造車と欧州仕様車の2種類がある。台湾車は車体とエンジンの開発を日本の本社が行い、欧州車の車体はイタリアのヤマハ欧州R&Dセンターで開発が行われた。動力性能の違いは台湾車がスタートダッシュに重点を置いた仕様に比べ、欧州車は高速型に設定されている。
台湾車（YP125/5CA）は、台湾山葉機車工業にて1998年から製造が開始され、当初はキャブレター仕様のみが製造されていた。2000年にマイナーチェンジされ、ハザード&パッシングスイッチに加え、リアブレーキにパーキング機能を装備。スクリーンがそれまでのクリアからライトスモークに、DXのボディカラーがツートンからストロボへと変更。翌2001年には全車ウインカーがスモーク・クリアレンズに変更された。そして台湾現地の排気ガス（第4期）規制対応のため、始動性能が向上したヤマハスクーター初となるフューエルインジェクション（FI）を採用したマジェスティ125FIが2002年9月に登場。キャブレター仕様とFI仕様の2本立てで製造されていたが、現地での排気ガス規制をクリアできないキャブレター車は輸出専用となる。2005年にはキャブレター車はラインナップから外され、FI仕様のみとなった。全長2065㎜と排気量に比べて大柄なボディが特徴的で、一見すると125ccクラスには見えないほどの車格を持っていた。2008年7月にラインアップから外されたが、これは現地の新しい排気ガス（第5期）規制が2009年1月より実施されたことや、主な輸出先の日本でも2008年9月から125ccクラスの自動車排出ガス規制が強化され輸入販売が難しくなったことが重なったためである。
この台湾車は性能の良さに加え車格や外装の高級感の割に価格が手頃なことから、当初日本への並行輸入が盛んに行われた。そして「コマジェ」の通称が付けられるほど、日本メーカーにおける日本国外生産車の存在を国内に広めた先駆的モデルとなった。2004年にはプレストコーポレーションにより日本での正規輸入取扱・販売を開始。しかし2008年騒音規制における原付二種クラスの厳しい新車加速騒音規制値をクリアできず同年、販売終了となった。

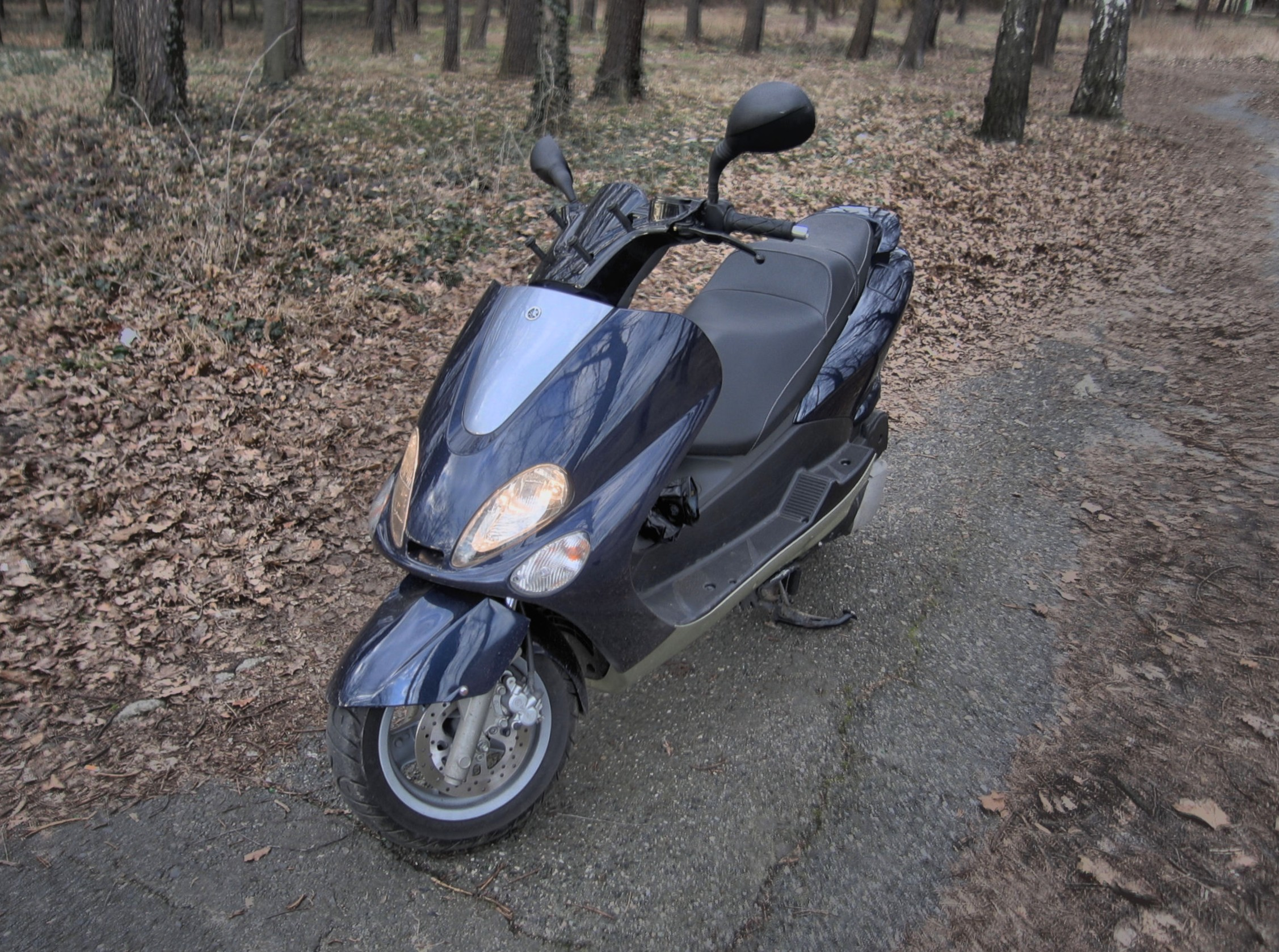
マジェスティ125（欧州仕様車）

欧州車（YP125）は国内メーカー初となる欧州現地生産4サイクルスクーター。排気量を上げた150と180も製造され、エンジンはイタリア、モトーリ・ミナレリ社製で車体はYMES（ヤマハスペイン工場）で生産されている。欧州車の初期型のリヤブレーキはドラムであったが、後にディスクブレーキに改良された。なお欧州車の150ccと180ccは、2006年モデルをもって生産を終了し、125ccも現在は販売が終了している。

## マジェスティS
マジェスティSは2013年10月30日に発売された。この車両は台湾山葉機車工業が現地で製造しているSMAXを日本仕様として正規輸入する形での発売となる。
車体は全面新設計で、かつての125より若干小さくなり、足元はフラットボードに変更されたが、リアにはモノクロスサスペンションを装備した。ホイールは前後ともディスクブレーキ装備の13インチとなっている。
エンジンは新開発の155ccで出力11kWのものを搭載しているが、車両重量が145kgであるため、ECE R41-04（日本の平成26年騒音規制にあたる）にてClass2（原付二種クラス相当）の規制値が適用される。
2014年6月には欧州仕様も発表された。欧州仕様車はエンジンのボアを52mmに縮めて排気量を125ccとし、前面風防を透明なものに変更している。
2015年9月には日本仕様がマイナーチェンジを受け、2016年モデルとしてリリースされた。本モデルではタンデムシートのクッション厚変更、前後サスペンションを欧州仕様と同じセッティングへ変更、ポジションランプのLED球を片側6個→10個へ増加しレンズカットを変更といった改良が施された。また、欧州仕様で標準装備とされるボディマウントタイプの大型スクリーンがオプション設定され、ハンドルと干渉することなく装着させるためにハンドル切れ角が48°から45°に変更された。更に特別カラー仕様モデルや創立60周年記念モデルも設定された。
2018年1月にモデルチェンジ。ヘッドランプがハイ側プロジェクター式、ロー側リフレクター式、ポジションランプがアイライン型のフルLEDに換装された（ウィンカーは引き続き電球タイプを採用）。またサイレンサー形状の変更、フロントポケット入れ口右端への12V DCソケットの追加も行われた。
2022年10月が期限の令和2年排出ガス規制には対応せず、事実上の後継となるX FORCEに後を託す形で生産終了となった。